# Matías Manzano
Matías Joel Manzano (Córdoba, 17 giugno 1986) è un ex calciatore argentino, di ruolo attaccante.

## Carriera
Ha giocato nella massima serie dei campionati cileno, boliviano e venezuelano.